# 가회민화박물관
가회민화박물관(嘉會民畵博物館)은 서울특별시 종로구 가회동에 위치한 박물관이다. 민화와 부적, 무신도 등이 전시되어 있다. 2002년 개관기념 특별전시를 시작으로 다양한 조선시대 민화, 부적 전시 등을 진행하였고, 현대민화작가들의 특별전을 개최하여 우리민화의 우수성과 현대민화의 작품성을 알리는 역할을 하고 있다.

## 같이 보기
- 조선민화박물관
- 대한민국의 박물관과 미술관 목록